# Château Puerto Madero Residence
Château Puerto Madero es un edificio residencial de 50 pisos. Está ubicado en el barrio de Puerto Madero, en Buenos Aires, Argentina.
Se destaca dentro de Puerto Madero, el más moderno barrio de la ciudad de Buenos Aires, por su fusión del estilo academicista francés y la arquitectura moderna. Esta propuesta estética, que se dio tanto en la Chateau como en la Torre Grand Bourg, generó una controversia dentro de la comunidad de arquitectos, y se sostuvo un debate en el diario La Nación.
El Château Puerto Madero fue desarrollado por el Grupo Château, que construyó un edificio de aspecto idéntico pero con otras proporciones en el barrio de Núñez, con el nombre de Château Libertador. 
Los primeros departamentos del Château Puerto Madero fueron entregados a sus propietarios en junio de 2010, aunque la construcción finalizó unos meses después.

## Galería

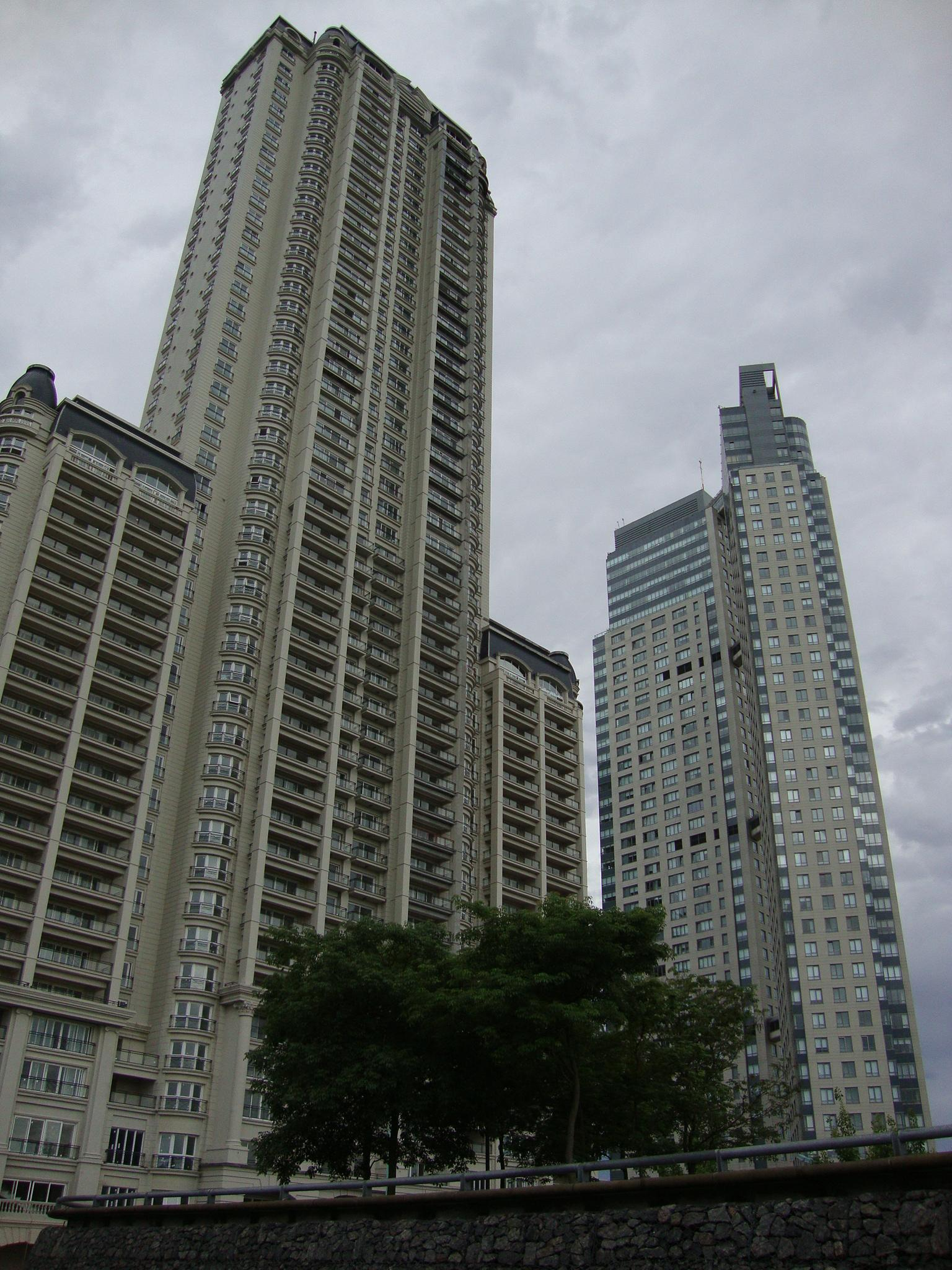
Junto a las Torres El Faro